# Music for a New Society
Music for a New Society je osmé sólové studiové album velšského hudebníka a skladatele Johna Calea. Vydalo jej v roce 1982 hudební vydavatelství ZE Records a jeho producentem byl John Cale. Ten byl rovněž autorem většiny písní, na některých se podílel také dramatik Sam Shepard. Autorkou fotografie na obalu alba je Caleova bývalá manželka Betsey Johnsonová; na album svým zpěvem přispěla i jeho tehdejší manželka Risé. Jde o velmi osobní album, na kterém se hudebník vyrovnával se ztrátou svých přátel a štěstí.

## Před vydáním
V březnu roku 1981 vydal Cale album Honi Soit, což byla jeho první studiová deska po více než pěti letech. Album vydala společnost A&M Records, od které však hudebník záhy odešel, a pro další album si musel hledat nového vydavatele. Našel ho ve firmě ZE Records, kterou založili Michael Zilkha a Michel Esteban, Caleovi spolupracovníci z jeho vlastního, v té době již zaniklého, vydavatelství SPY Records.
Na jaře 1982 šel Cale do studia za účelem nahrát jednoduché sólové album. Když však začal pracovat, celý koncept změnil. Připravovaný projekt se stal podobným desce The Marble Index zpěvačky Nico, kterou v roce 1968 Cale aranžoval. Krátce předtím mu kytarista Chris Spedding, s nímž Cale řadu let spolupracoval, navrhl, aby desku nahráli společně. To vedlo k upuštění od původního záměru natočit čistě sólové album a rozhodnutí přizvat některé další hudebníky. Většina písní z alba byla nahrána během pěti dnů a následně se některé části skladeb odstranily. Zbylé části byly v příštích dnech doplněny dalšími nástroji, včetně dud, violy a cembala. Cale rovněž nahrávku doplnil dalšími zvuky, včetně smíchu, syčení, tlukotu a vrzání. Nakonec bylo do nahrávek doplněno několik citací různých skladatelů, včetně Nikolaje Andrejeviče Rimskij-Korsakova, Ludwiga van Beethovena a Clauda Debussyho.
Nahrávání probíhalo ve studiu Skyline Studios v New Yorku. Výběr tohoto konkrétního studia byl zapříčiněn tím, že v tomto pracoval Caleův přítel Mike McLintock. Nahrávací dny byly velmi dezorganizované a spontánní. Jako zvukový inženýr zde byl zaměstnán David Lichtenstein a jeho asistentem byl David Young. Oba na albu rovněž hráli, první na bicí, druhý na kytaru. Jde o Caleovo nejosobnější album, které vzniklo v době, kdy byl ve velmi špatném psychickém stavu a zoufalý z rozpadu přátelství a zmizení štěstí. Přesto jsou zde náznaky lepšího života, posunu směrem vzhůru, ve skladbě „Changes Made“. Texty písní jsou neprůhledné, avšak základní poselství, inspirované špatným psychickým stavem autora, je z nich cítit.

## Vydání

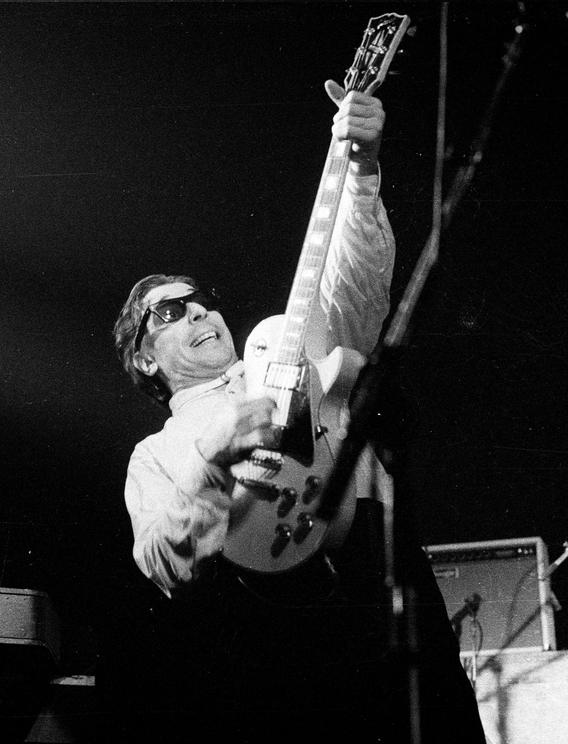
John Cale (1983)

Album poprvé vyšlo v srpnu 1982 u vydavatelství ZE Records na LP desce. Distributorem společnosti ZE Records bylo vydavatelství Island Records, které již v polovině sedmdesátých let Caleovy nahrávky publikovalo. V roce 1993 vyšlo album v reedici na CD doplněné dříve nevydanou bonusovou skladbou „In the Library of Force“. Na reedici z roku 2016 se nachází jako bonusy alternativní verze písní „Chinese Envoy“ a „Thoughtless Kind“. Reedice vydaná v lednu roku 2016 vznikla pod přímým dohledem Johna Calea a na zvukových úpravách se podíleli jeho dlouholetí spolupracovníci Adam Moseley a Dustin Boyer. Tyto úkony probíhaly v Caleově vlastním studiu ARM Studio v Los Angeles a vedoucím producentem reedice byla jeho manažerka Nita Scott. Autorem fotografií v bookletu nového vydání byl Anton Corbijn.
Z alba vyšly dva singly; první obsahoval dvě odlišné verze písně „Close Watch“ (první z alba Helen of Troy a druhou z Music for a New Society) a druhý singl obsahoval novější verzi „Close Watch“ a k tomu ještě „Changes Made“. K písni „Changes Made“ byl natočen rovněž nezveřejněný videoklip. Režisér videa vytvořil choreografii pro všechny účastníky (dívky) natáčení, avšak nepřipravil nic pro Calea samotného, který nakonec musel improvizovat. Hudebník později s nadsázkou prohlásil, že pokud bude video někde promítáno, režiséra zabije.
Album má světlý obal s hudebníkovým jménem uprostřed, zatímco název alba je pod ním menším písmem. V levé části obalu se nachází Caleova fotografie, jejíž autorkou je módní návrhářka Betsey Johnsonová, která byla na přelomu šedesátých a sedmdesátých let hudebníkovou manželkou. Cale později přiznal, že ačkoliv ona byla ze setkání nadšena, on se cítil velmi nepříjemné. Byli totiž lidé, kteří by rádi zprávu, že je dvojice opět spolu, poslali na veřejnost.

## Skladby
Album otevírá skladba „Taking Your Life in Your Hands“, v níž zní například zvuky klavíru ze vzdálené místnosti. V té také hraje slide kytaru Chris Spedding. Speddingův příspěvek byl nahrán za jediný den. Přestože kytarista původně chtěl, aby měl při práci svobodu, Cale ho poučoval, co přesně chce. Spedding nakonec ztratil trpělivost, avšak to bylo právě to, co Cale chtěl. Byl totiž nadšen z faktu, že má v nahrávce vztek. Píseň „Taking Your Life in Your Hands“ pojednává o matce, která byla zatčena za spáchání vraždy. V textu se vyskytují její děti, avšak není jasné, zda je zabila či ne. Skladbu „Thoughtless Kind“, která se nachází na druhé pozici, hrál Cale poprvé již v květnu roku 1980 v rámci koncertního cyklu „The Nine Lives of Gordon Liddy“. Píseň hrál i při svých dalších vystoupeních. V nahrávce písně je slyšet například „šílený smích“. Na třetí místo byla zařazena téměř šestiminutová skladba „Sanities“, kterou zní zvuky preparovaného klavíru. Podle Caleových slov jde o pokus recitovat špionážní příběh. Píseň původně nesla název „Sanctus“, avšak zvukový inženýr napsal název nečitelně a při přepisu vydavatelství skladbu uvedlo jako „Sanities“. Cale přiznal, že je za tento omyl vděčný, neboť nový název údajně byl v angličtině lepší. Následuje „If You Were Still Around“, první ze dvou písní, na nichž se autorsky podílel dramatik Sam Shepard.
Skladba „(I Keep A) Close Watch“ vyšla již v roce 1975 na albu Helen of Troy. Pro toto album byla nahraná znovu. Cale se zde zpočátku doprovází klavírem, později se přidává ještě cembalo. V závěrečné části skladby znějí dudy. Na šesté pozici se nachází bez šestnácti sekund pětiminutová „Broken Bird“. Skladbu „Chinese Envoy“, jež se nachází na sedmém místě, hrál Cale poprvé již v březnu 1981 při turné ke svému předchozímu albu Honi Soit. Oproti verzi vydané na albu Music for a New Society měla tato jiný text. Inspirací pro vznik písně „Chinese Envoy“ byla povídka francouzského spisovatele Guye de Maupassanta. Píseň „Changes Made“ je jedinou písní z alba, ve které hraje kompletní kapela. Jde o nejpozitivnější píseň z alba, z níž je cítit známka života, například ve verši „children's caravan“ (dětská karavana), stejně jako v opakujících se slovech „there gonna be some changes“ (přijdou změny). Cale původně nechtěl, aby píseň na albu vyšla, avšak nakonec, kvůli tlaku ze strany vydavatelství, souhlasil. V částech písně „Damn Life“, která následuje, Cale využil motiv z Ódy na radost skladatele Ludwiga van Beethovena. Spoluautorkou písně byla Caleova tehdejší manželka Risé. Následuje druhá spolupráce se Shepardem, dvou a čtvrt minutová nahrávka „Risé, Sam and Rimsky-Korsakov“. Jde o Calem zhudebněnou Shepardovu báseň, která vznikla během natáčení filmu Správná posádka (text později vyšel v Shepardově knize Motelové kroniky). Hlasem do ní přispěla Caleova manželka a skladba využívá motivů ruského romantického skladatele Nikolaje Andrejeviče Rimskij-Korsakova. Na reedici z roku 1993 se nachází jako bonus bezmála šestiminutová píseň „In the Library of Force“. Ta obsahuje citaci Debussyho skladby „Au Clair de la lune“. Debussyho klavírní kus je hrán s lehkostí a ke konci skladby je slyšet zavírání klavírního víka.

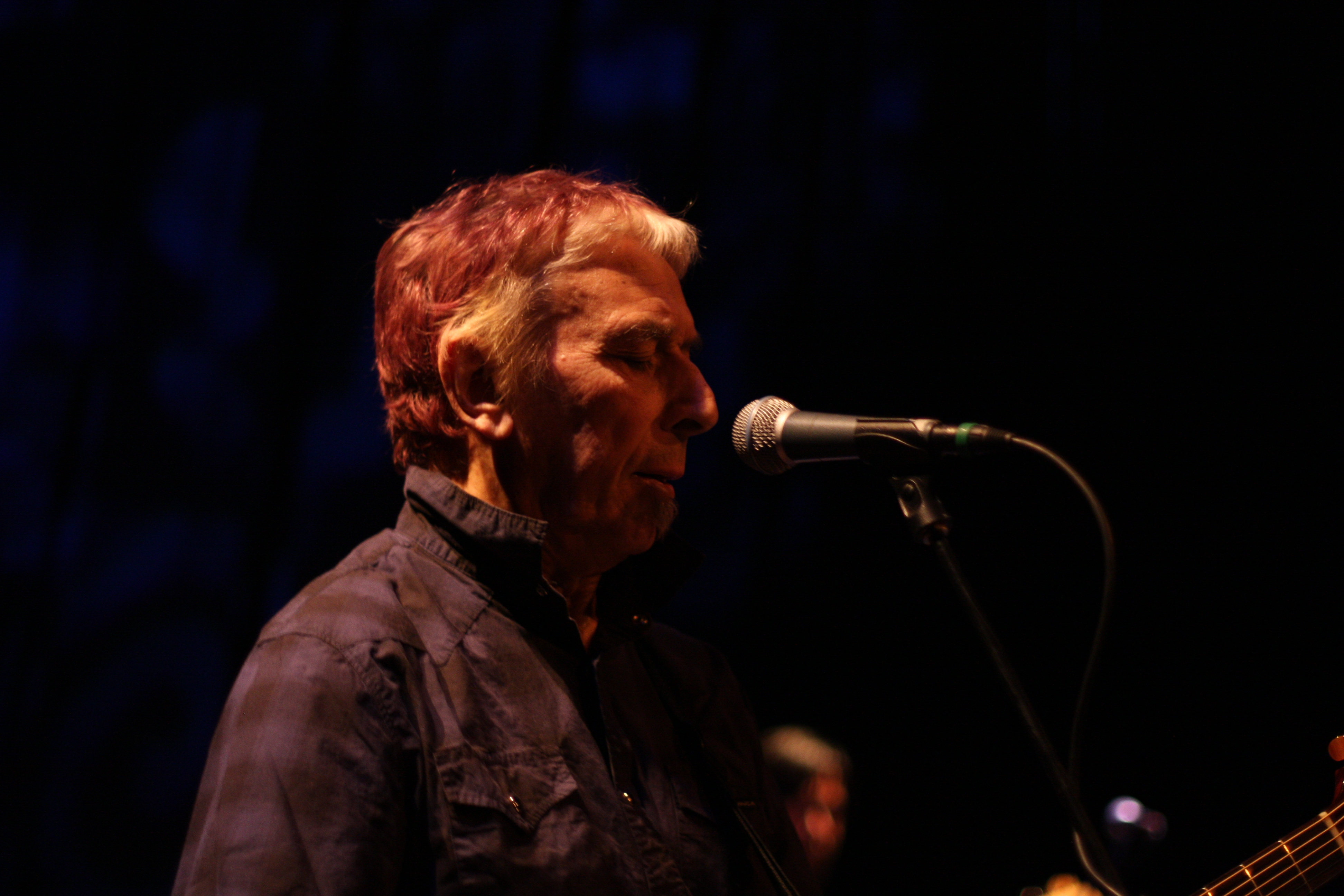
John Cale (2011)

Původně se na albu měla nacházet i píseň „Mama's Song“, avšak Cale se na poslední chvíli rozhodl ji na album nezařadit. V bookletu původního vydání byla skladba uvedena, avšak na nahrávce se ve skutečnosti nevyskytovala. Píseň obsahovala telefonický rozhovor Calea s jeho matkou Margaret, v němž mimo jiné zpívala velšskou lidovou píseň „Ar Lan y Môr“. Důvodem odebrání písně z finálního alba bylo, že jeho matka těsně před vydáním desky onemocněla.

## Kritika
Prodejnost alba byla velmi nízká. Přestože bylo kritiky přijato dobře, Cale po letech řekl, že nechtěl velebení, ale lepší prodejnost. Publicista Mark Deming ve své recenzi pro server Allmusic uvedl, že možná jde o mistrovské dílo. V roce 2010 bylo album zařazeno na desátou pozici v žebříčku nejlepších ztracených alb časopisu Uncut. Stejný magazín je zařadil na 26. příčku žebříčku nejlepších písničkářských alb.

## Odkaz
Dne 29. srpna 2013 album, stejně jako v předchozích letech Paris 1919, Cale poprvé představil v celém svém rozsahu během zahájení festivalu v dánském městě Aarhus. Jako hosté se při koncertě představili Beth Orton, KT Tunstall, Jim White a Nick Franglen. V říjnu 2014 Cale vydal novou verzi písně „If You Were Still Around“. Rovněž k ní byl natočen videoklip, jehož režisérkou byla Abigail Portner. V listopadu 2015 Cale vydal novou verzi písně „Close Watch“ (i k této písni Abigail Portner natočila klip) a zároveň oznámil vydání nové verze celého alba nazvané M:FANS. Na nové nahrávce se nenacházejí písně „Risé, Sam and Rimsky-Korsakov“ a „Damn Life“, ale je zde například skladba „Prelude“, obsahující telefonický rozhovor s matkou (původně nevydaná „Mama's Song“). Dále je zde zahrnuta nová verze dříve nepublikované skladby „Back to the End“. Cale o písni prohlásil, že byl velmi šťasten, když ji našel, neboť na ni zcela zapomněl.

## Seznam skladeb
| Pořadí         | Název                                        | Autor                  | Délka |
| -------------- | -------------------------------------------- | ---------------------- | ----- |
| 1.             | Taking Your Life in Your Hands               | John Cale              | 4:45  |
| 2.             | Thoughtless Kind                             | John Cale              | 2:37  |
| 3.             | Sanities                                     | John Cale              | 5:58  |
| 4.             | If You Were Still Around                     | John Cale, Sam Shepard | 3:25  |
| 5.             | (I Keep A) Close Watch                       | John Cale              | 3:06  |
| 6.             | Broken Bird                                  | John Cale              | 4:43  |
| 7.             | Chinese Envoy                                | John Cale              | 3:09  |
| 8.             | Changes Made                                 | John Cale              | 3:11  |
| 9.             | Damn Life                                    | John Cale, Risé Cale   | 5:10  |
| 10.            | Risé, Sam and Rimsky-Korsakov                | John Cale, Sam Shepard | 2:12  |
| 11.            | In the Library of Force (bonus na reedicích) | John Cale              | 5:56  |
| Celková délka: | Celková délka:                               | Celková délka:         | 44:12 |

## Obsazení
Hudebníci
- John Cale – zpěv, kytara, klávesy
- Allen Lanier – kytara
- David Young – kytara
- Chris Spedding – akustická kytara
- David Lichtenstein – bicí
- John Wonderling – autoharfa

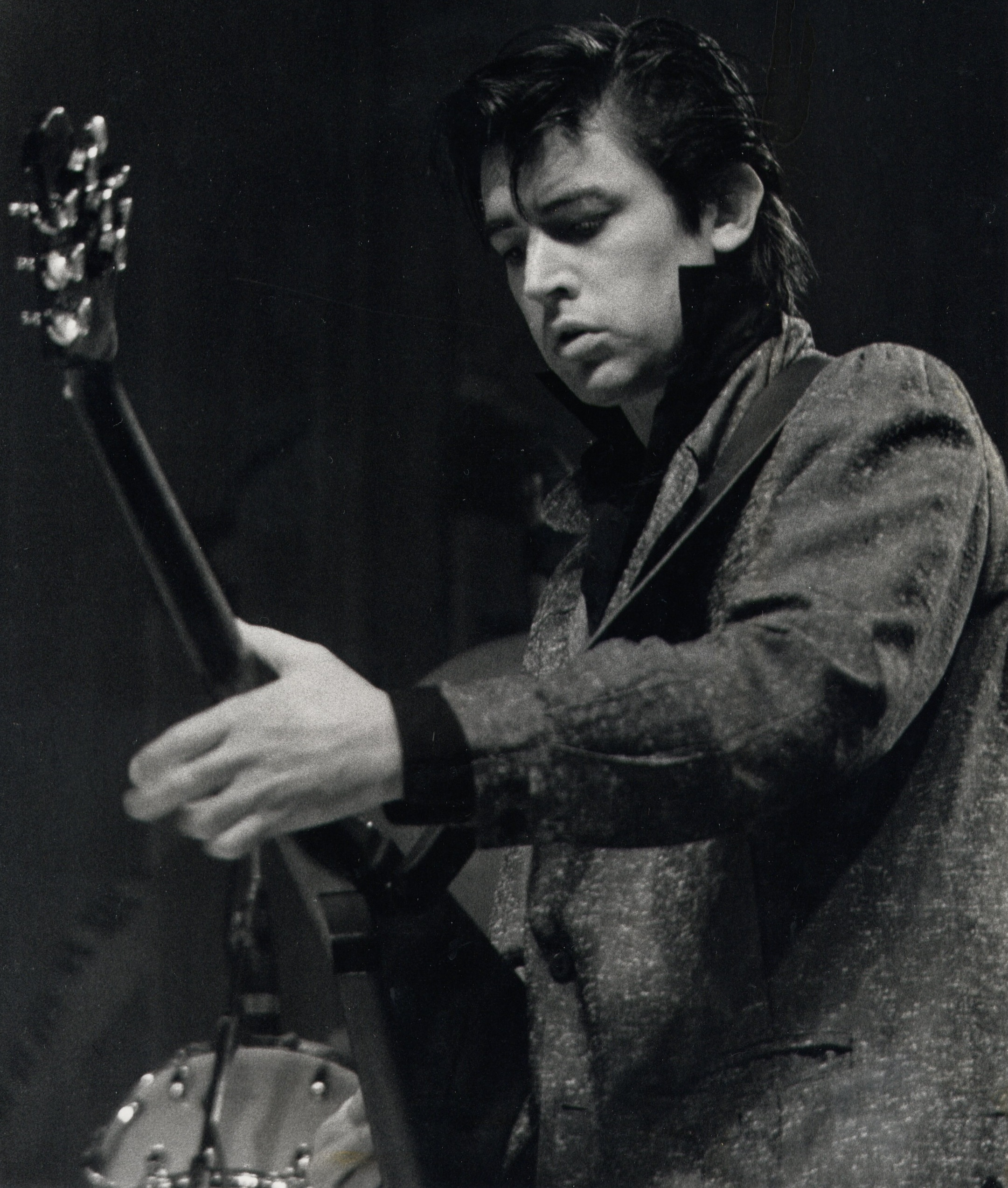
Chris Spedding (1979)

- Mike McLintock – doprovodné vokály
- Robert Elk – dudy
- Tom Fitzgibbon – dudy
- Risé Cale – zpěv v „Risé, Sam and Rimsky-Korsakov“

Technická podpora
- John Cale – producent
- David Lichtenstein – zvukový inženýr
- David Young – asistent zvukového inženýra
- Betsey Johnsonová – fotografie
- Rob O'Connor – design